# Luca Gotti
Luca Gotti (Adria, 13 settembre 1967) è un allenatore di calcio ed ex calciatore italiano, di ruolo difensore.

## Biografia
Figlio di Dino Gotti, è sposato e ha due figlie.
Si è diplomato presso l'ISEF dell'Università degli Studi di Padova e successivamente si è laureato in pedagogia presso l'Università degli Studi di Ferrara; ha anche conseguito due master in management e didattica. Prima di intraprendere la carriera da allenatore, è stato docente presso l'Università Cattolica del Sacro Cuore di Milano e l'Università degli Studi di Padova.
Il 10 giugno 2024 ha salvato la vita al direttore sportivo del Lecce, Pantaleo Corvino, durante un incendio avvenuto all'interno di un albergo a Vittorio Veneto.

## Caratteristiche
Il modulo più usato da Gotti è il 3-5-2, ma occasionalmente ha utilizzato anche il 3-4-3. Le sue squadre ricorrono spesso al lancio lungo verso i due attaccanti, pur posizionando tre difensori all'interno dell'area di rigore per tentare la costruzione dal basso; in fase di non possesso-palla, invece, prediligono una pressione a basso ritmo nella propria metà di campo.

## Carriera

### Gli esordi
Tra il 1998 e il 2000 allena il Montebelluna in Promozione, ma successivamente passa ai dilettanti della Pievigina; tra il 2001 e il 2004 è alla guida della Virtus Bassano in Serie D.

### Italia U-17
Nel 2006 viene ingaggiato come selezionatore dell'Under-17 italiana, ma non riesce a qualificarsi né ai mondiali né agli europei di categoria.

### Treviso
Nel 2008 passa al Treviso in Serie B, ma viene esonerato a metà stagione e sostituito da Abel Balbo; la squadra viene poi retrocessa in Serie C e dichiara il fallimento per gravi problemi finanziari.

### Triestina
Nel 2009 si porta alla guida della Triestina in Serie B, ma anche in questo caso viene esonerato a metà stagione e sostituito da Mario Somma.

### Assistente tecnico
Per quasi un decennio assume il ruolo di assistente tecnico in squadre come Cagliari, ruolo che ricopre fino al 12 agosto 2011, quando il presidente Cellino esonera l'allenatore bergamasco e il suo staff.
Il 9 gennaio 2012 segue Donadoni come suo vice al Parma, dove ricopre l'incarico per tre anni. Il 28 ottobre 2015 è nominato vice di Donadoni al Bologna, dove rimane in carica per tre stagioni.
Nella stagione 2018-2019 è al Chelsea come collaboratore tecnico dell'allenatore Maurizio Sarri.

### Udinese
Dal luglio 2019 è il vice di Igor Tudor all'Udinese. Il 1º novembre 2019, a seguito dell'esonero di Tudor, assume l'incarico di allenatore del club friulano. Due giorni dopo, al debutto in Serie A, vince contro il Genoa per 1-3. Nonostante volesse continuare a svolgere il ruolo di vice, nei mesi successivi viene confermato sulla panchina dei bianconeri e poi termina il campionato di Serie A al 13º posto con 45 punti.
Il 7 agosto 2020 prolunga il proprio contratto con il club fino a giugno 2021. Nella stagione 2020-2021 l'Udinese si piazza al 14º posto con 40 punti, pertanto il tecnico viene nuovamente confermato.
Nella stagione successiva, a causa del deludente cammino dei friulani in campionato, Gotti viene esonerato il 7 dicembre 2021, lasciando la squadra al 14º posto in classifica con 16 punti raccolti in altrettante partite.

#### Spezia e Lecce
Il 1º luglio 2022 firma un contratto biennale con lo Spezia. Il 15 febbraio 2023 viene esonerato, con la squadra al quartultimo posto in classifica, con 19 punti raccolti in 22 partite.
Il 13 marzo 2024 viene ingaggiato dal Lecce, in quel momento al quindicesimo posto della classifica della Serie A, al posto dell'esonerato Roberto D'Aversa. Tre giorni dopo, al debutto in campionato, guida la squadra al successo per 1-0 in casa della Salernitana. Conduce la squadra salentina alla salvezza con tre giornate di anticipo, diventando il primo allenatore del Lecce che ha centrato la salvezza in Serie A da subentrante a stagione in corso. Rinnovato il proprio contratto con il club fino al 30 giugno 2026, a causa delle difficoltà incontrate nella prima parte del campionato seguente, il 9 novembre 2024, dopo aver raccolto 9 punti in 12 giornate, viene esonerato, con i salentini terzultimi in classifica.

## Statistiche

### Statistiche da allenatore

#### Club
Statistiche aggiornate al 9 novembre 2024.
| Stagione              | Squadra               | Campionato            | Campionato | Campionato | Campionato | Campionato | Coppe nazionali | Coppe nazionali | Coppe nazionali | Coppe nazionali | Coppe nazionali | Coppe continentali | Coppe continentali | Coppe continentali | Coppe continentali | Coppe continentali | Altre coppe | Altre coppe | Altre coppe | Altre coppe | Altre coppe | Totale | Totale | Totale | Totale | % Vittorie | Piazzamento             |
| Stagione              | Squadra               | Comp                  | G          | V          | N          | P          | Comp            | G               | V               | N               | P               | Comp               | G                  | V                  | N                  | P                  | Comp        | G           | V           | N           | P           | G      | V      | N      | P      | %          | Piazzamento             |
| --------------------- | --------------------- | --------------------- | ---------- | ---------- | ---------- | ---------- | --------------- | --------------- | --------------- | --------------- | --------------- | ------------------ | ------------------ | ------------------ | ------------------ | ------------------ | ----------- | ----------- | ----------- | ----------- | ----------- | ------ | ------ | ------ | ------ | ---------- | ----------------------- |
| 1999-2000             | Montebelluna          | Prom.                 | 30         | 5          | 8          | 17         | -               | -               | -               | -               | -               | -                  | -                  | -                  | -                  | -                  | -           | -           | -           | -           | -           | 30     | 5      | 8      | 17     | 16,67      | 16º (retr.)             |
| 2000-2001             | Pievigina             | D                     | 34         | 12         | 14         | 8          | CI-D            | 10              | 5               | 4               | 1               | -                  | -                  | -                  | -                  | -                  | -           | -           | -           | -           | -           | 44     | 17     | 18     | 9      | 38,64      | 4º                      |
| 2001-2002             | Bassano Virtus        | D                     | 34         | 11         | 13         | 10         | CI-D            | 4               | 1               | 1               | 2               | -                  | -                  | -                  | -                  | -                  | -           | -           | -           | -           | -           | 38     | 12     | 14     | 12     | 31,58      | 8º                      |
| 2002-2003             | Bassano Virtus        | D                     | 34+2       | 21+0       | 7+2        | 6+0        | CI-D            | 4               | 2               | 1               | 1               | -                  | -                  | -                  | -                  | -                  | -           | -           | -           | -           | -           | 40     | 23     | 10     | 7      | 57,50      | 2º                      |
| 2003-2004             | Bassano Virtus        | D                     | 34         | 15         | 10         | 9          | CI-D            | 2               | 0               | 1               | 1               | -                  | -                  | -                  | -                  | -                  | -           | -           | -           | -           | -           | 36     | 15     | 11     | 10     | 41,67      | 6º                      |
| Totale Bassano Virtus | Totale Bassano Virtus | Totale Bassano Virtus | 102+2      | 47+0       | 30+2       | 25+0       |                 | 10              | 3               | 3               | 4               |                    | -                  | -                  | -                  | -                  |             | -           | -           | -           | -           | 114    | 50     | 35     | 29     | 43,86      |                         |
| 2008-2009             | Treviso               | B                     | 38         | 7          | 14         | 17         | CI              | 1               | 0               | 1               | 0               | -                  | -                  | -                  | -                  | -                  | -           | -           | -           | -           | -           | 39     | 7      | 15     | 17     | 17,95      | Eson., Sub. 22º (retr.) |
| lug.-ott. 2009        | Triestina             | B                     | 8          | 2          | 2          | 4          | CI              | 2               | 2               | 0               | 0               | -                  | -                  | -                  | -                  | -                  | -           | -           | -           | -           | -           | 10     | 4      | 2      | 4      | 40,00      | Eson.                   |
| nov. 2019-2020        | Udinese               | A                     | 28         | 9          | 8          | 11         | CI              | 2               | 1               | 0               | 1               | -                  | -                  | -                  | -                  | -                  | -           | -           | -           | -           | -           | 30     | 10     | 8      | 12     | 33,33      | Sub. 13º                |
| 2020-2021             | Udinese               | A                     | 38         | 10         | 10         | 18         | CI              | 2               | 1               | 0               | 1               | -                  | -                  | -                  | -                  | -                  | -           | -           | -           | -           | -           | 40     | 11     | 10     | 19     | 27,50      | 14º                     |
| lug.-dic. 2021        | Udinese               | A                     | 16         | 3          | 7          | 6          | CI              | 1               | 1               | 0               | 0               | -                  | -                  | -                  | -                  | -                  | -           | -           | -           | -           | -           | 17     | 4      | 7      | 6      | 23,53      | Eson.                   |
| Totale Udinese        | Totale Udinese        | Totale Udinese        | 82         | 22         | 25         | 35         |                 | 5               | 3               | 0               | 2               |                    | -                  | -                  | -                  | -                  |             | -           | -           | -           | -           | 87     | 25     | 25     | 37     | 28,74      |                         |
| 2022-feb. 2023        | Spezia                | A                     | 22         | 4          | 7          | 11         | CI              | 3               | 2               | 0               | 1               | -                  | -                  | -                  | -                  | -                  | -           | -           | -           | -           | -           | 25     | 6      | 7      | 12     | 24,00      | Eson.                   |
| mar.-giu. 2024        | Lecce                 | A                     | 10         | 3          | 4          | 3          | CI              | -               | -               | -               | -               | -                  | -                  | -                  | -                  | -                  | -           | -           | -           | -           | -           | 10     | 3      | 4      | 3      | 30,00      | Sub. 14°                |
| lug.-nov. 2024        | Lecce                 | A                     | 12         | 2          | 3          | 7          | CI              | 2               | 1               | 0               | 1               | -                  | -                  | -                  | -                  | -                  | -           | -           | -           | -           | -           | 14     | 3      | 3      | 8      | 21,43      | Eson.                   |
| Totale Lecce          | Totale Lecce          | Totale Lecce          | 22         | 5          | 7          | 10         |                 | 2               | 1               | 0               | 1               |                    | -                  | -                  | -                  | -                  |             | -           | -           | -           | -           | 24     | 6      | 7      | 11     | 25,00      |                         |
| Totale carriera       | Totale carriera       | Totale carriera       | 339        | 103        | 109        | 127        |                 | 33              | 16              | 8               | 9               |                    | -                  | -                  | -                  | -                  |             | -           | -           | -           | -           | 372    | 119    | 117    | 136    | 31,99      |                         |

#### Nazionale
| Squadra     | Naz               | dal           | al             | Record | Record | Record | Record     | Record | Record | Record | Record |
| G           | V                 | N             | P              | GF     | GS     | DR     | % Vittorie |        |        |        |        |
| ----------- | ----------------- | ------------- | -------------- | ------ | ------ | ------ | ---------- | ------ | ------ | ------ | ------ |
| Italia U-17 | Italia (bandiera) | 9 agosto 2006 | 1º luglio 2008 | 7      | 3      | 2      | 2          | 14     | 10     | +4     | 42,86  |

## Palmarès

### Giocatore

#### Competizioni regionali
- Promozione: 1

Contarina: 1989-1990

#### Competizioni nazionali
- Campionato Nazionale Dilettanti: 1

San Donà: 1993-1994